# Луси (Хунхэ)
Луси́ (кит. упр. 泸西, пиньинь Lúxī) — уезд Хунхэ-Хани-Ийского автономного округа провинции Юньнань (КНР).

## История
После завоевания Дали монголами и вхождения этих мест в состав империи Юань в 1275 году был создан Гуансиский регион (广西路). После того, как 1382 году провинция Юньнань была захвачена войсками империи Мин, «регионы» были переименованы в «управы», и Гуансиский регион стал Гуансиской управой (广西府), в подчинении которой находилось три области — Вэймоская, Милэская и Шицзунская. При империи Цин в 1669 году была расформирована Вэймоская область, а в 1770 году Гуансиская управа была немного понижена в статусе, став Гуансиской непосредственно управляемой областью (广西直隶州; слова «непосредственно управляемая» означают, что хотя «область» по статусу и находится ниже «управы», но данная конкретная область всё равно была подчинена напрямую властям провинции), а Милэская и Шицзунская области стали уездами Милэ и Шицзун. После Синьхайской революции в Китае была произведена реформа структуры административного деления, в ходе которой области были упразднены; на землях, ранее напрямую управлявшихся областными властями, в 1913 году был образован уезд Гуанси (广西县).
В 1929 году уезд Гуанси был переименован в Луси.
После вхождения провинции Юньнань в состав КНР в 1950 году был образован Специальный район Илян (宜良专区), и уезд вошёл в его состав. В 1954 году Специальный район Илян был расформирован, и уезд перешёл в состав Специального района Цюйцзин (曲靖专区). В октябре 1958 года уезд Луси был присоединён к уезду Шицзун, но уже в феврале 1959 года был воссоздан.
В сентябре 1960 года уезд Луси был присоединён к уезду Милэ Хунхэ-Хани-Ийского автономного округа. В марте 1962 года уезд Луси был воссоздан, оставшись при этом в составе Хунхэ-Хани-Ийского автономного округа.

## Административное деление
Уезд делится на 5 посёлков и 3 волости.